# Сицилийская революция (1848—1849)
Сицилийская революция 1848—1849 (ит. Rivoluzione siciliana del 1848) — народное движение на Сицилии против власти Бурбонов, начавшееся 12 января 1848 года в Палермо. Хронологически было первым среди восстаний европейской весны народов 1848 года. Январская сицилийская революция привела к провозглашению в июле 1848 года «нового» независимого Сицилийского королевства, которое просуществовало до мая 1849 года, когда была восстановлена власть Бурбонов.

## Предпосылки революции
Причинами революции считаются промышленный кризис и дурное управление Сицилийских Бурбонов. Положение сицилийских крестьян, составлявших большую часть населения, было самым тяжелым во всей Италии, а несколько неурожаев подряд сделали их существование невыносимым. Буржуазия сильно пострадала от кризиса, поэтому тайная агитация демократов, сторонников Джузеппе Мадзини, нашла на острове благодатную среду для распространения. Летом 1847 в городах Сицилии и континентальной части королевства проходили тайные совещания либералов, и 1 сентября в Мессине произошло вооруженное выступление отряда Антонио Праканика. Одновременно началось восстание в Реджо-ди-Калабрии. После нескольких стычек с жандармами повстанцы были разбиты и революционное движение ушло в подполье.

## Восстание в Палермо

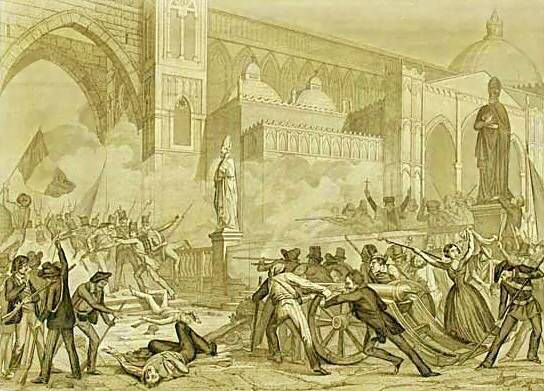
Восстание в Палермо

Вооруженное выступление в Палермо началось через несколько дней после кровавой провокации, устроенной 3 января 1848 австрийскими властями в Милане. Руководителями восстания были демократ Розолино Пило и либерал Джузеппе Ла Маза, до революции живший во Флоренции. 8 января Ла Маза прибыл в Палермо, где связался с местными демократами. На следующий день на улицах города были расклеены прокламации, призывавшие народ к оружию. Выступление было приурочено ко дню рождения короля Фердинанда II, появившегося на свет в Палермо.
Власти привели в боевую готовность армию и полицию. Утром 12 января толпы народа вышли на улицы, где члены тайных организаций начали раздавать оружие. Сигналом для выступления стал набат, раздававшийся с колокольни одной из церквей и монастыря. Священники с крестами в руках призывали народ сражаться за Пия IX. Стычки с войсками распространились на весь город, началось сооружение баррикад. Вечером был сформирован временный повстанческий комитет во главе с Ла Мазой. Восстание возглавили демократы-сепаратисты, требовавшие восстановления Сицилийской конституции 1812 года и независимости Сицилии в рамках общеитальянской федерации. 13 января к восставшим горожанам присоединились жители нескольких соседних деревень, вооруженные ружьями и ножами.
К 14 января в ходе уличных боев восставшие взяли под контроль бо́льшую часть города, и к ним примкнули умеренные либералы. На следующий день на помощь правительственным войскам прибыли корабли с 5 тыс. неаполитанских солдат. Эскадра несколько часов бомбардировала город, в котором начались сильные пожары, а затем высадила десант. После двух дней жестоких боев повстанцы отразили наступление войск, пытавшихся прорвать баррикады и войти в город. В ночь на 20 января восставшие подожгли армейские продовольственные склады и разрушили водовод, а через два дня перешли в решительное наступление. 23 января был создан Генеральный комитет во главе с отставным адмиралом Руджеро Сеттимо, участником революции 1820 года.
17 января началось восстание в окрестностях Неаполя. Фердинанд II пытался успокоить население, и 18-го издал декрет, предоставлявший Сицилии ограниченную автономию. Это ни к чему не привело; к концу января восстанием был охвачен почти весть остров. 26 января король был вынужден отдать приказ об эвакуации Палермо, и на следующий день войска оставили город. К началу февраля вся Сицилия, кроме крепости Мессины и Сиракуз, была в руках восставших.

## Королевство Сицилия

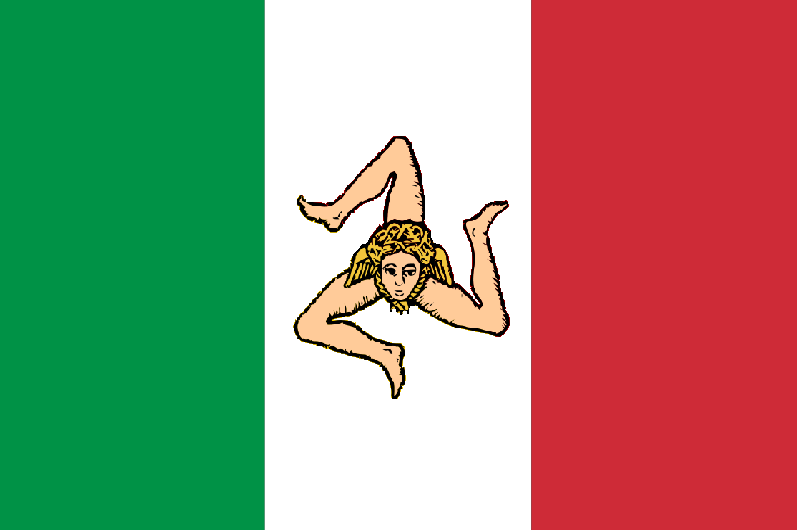
Флаг Сицилийского королевства (28.04.1848 — 15.05.1849), сочетающий цвета наполеоновской Италии с сицилийским трискеле

25 марта впервые за 30 лет собрался сицилийский парламент, в котором преобладали умеренные либералы. Было образовано временное правительство во главе с Руджеро Сеттимо. 13 апреля парламент принял декрет об отстранении от власти Сицилийских Бурбонов, объявил Сицилию независимым королевством и постановил призвать на трон какого-нибудь итальянского принца. Фердинанд II объявил это постановление недействительным.
10 июля парламент избрал королём сына сардинского короля Карла Альберта герцога Фердинанда Генуэзского, который должен был занять престол под именем Альберта Амедея I. К принцу был направлен член временного правительства Франческо Феррара, но Фердинанд отказался от сицилийской короны, так как пьемонтские войска потерпели поражение в первой освободительной войне, и революция в Италии пошла на убыль.
После получения известия о разгроме Карла Альберта при Кустоце временное правительство ушло в отставку. Сменивший его кабинет Мариано Стабиле не смог из-за противодействия консервативной палаты пэров приступить к проведению реформ и подготовиться к отражению неминуемой неаполитанской агрессии. 9 августа был образован Военный комитет, но его деятельность не дала результатов. Военный министр Патерно провел чистку армии, уволив большое количество новобранцев, и ослабив вооруженные силы.
13 августа было образовано правительство маркиза ди Торреарса, в которое вошли демократы Ла Фарина и Кордова. Этот кабинет начал проведение реформ, в числе которых были распродажа церковных и части государственных имуществ. По наиболее серьезному вопросу — отмене налога на помол, чего добивались крестьяне, после длительных дебатов в обеих палатах было принято решение о сокращении налога наполовину. После упорной борьбы удалось провести закон о всеобщем избирательном праве и выборах нового сената. Ещё одной проблемой было катастрофическое финансовое положение острова, так как в середине августа в казне оставалось всего 200 тыс. дукатов. Чтобы поправить положение, было решено прибегнуть к займу, проект которого разработал Кордова.

## Взятие Мессины

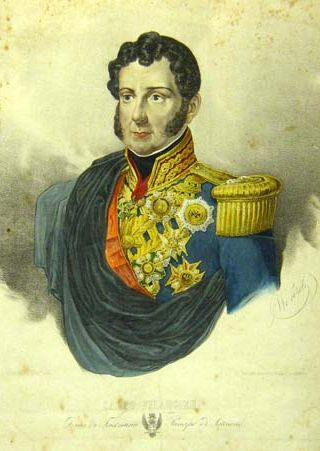
Карло Филанджери

Фердинанд II был очень обеспокоен сицилийскими реформами. Закончив подавление восстаний в Неаполе и Калабрии, он 30 августа отправил в Мессину эскадру с 25-тыс. экспедиционным корпусом под командованием генерала Карло Филанджери. Оставив крупные резервы на калабрийском побережье, Филанджери высадился к югу от Мессины и начал продвижение к городу при поддержке корабельной артиллерии. Неаполитанцы располагали 300 орудиями, к которым присоединились пушки мессинских крепостей — Цитадели и Сан-Сальвадоре. Защитники Мессины могли выставить против этих сил 5—6 тыс. плохо вооруженных новобранцев, отряд национальной гвардии и палермских добровольцев. Палермское правительство, несмотря на громкие патриотические декларации, не оказало существенной помощи.
На рассвете 3 сентября корабельная и крепостная артиллерия начала массированную бомбардировку города, а Филанджери перешел в наступление. Преодолевая упорное сопротивление восставших, неаполитанские войска и швейцарские наемники прорвались к городу и начали штурм. Беспощадный артобстрел превращал в руины целые кварталы, но защитники отказались капитулировать, заявив, что Мессина никогда не подчинится неаполитанскому королю. 6 сентября, в третий раз перебросив к Мессине подкрепления и усилив обстрел, Филанджери сумел прорваться в город, и в руинах Мессины начался ожесточенный уличный бой. Войскам приходилось брать штурмом каждый дом, защитников уничтожали вместе с женщинами и детьми. Последний из опорных пунктов восставших — монастырь св. Маддалены — сопротивлялся особенно упорно. Вместе с национальными гвардейцами его обороняли монахи. Только после третьего штурма неаполитанцы и швейцарцы ворвались в монастырь и сожгли его. После этого наемники начали поджигать соседние здания, где укрывались последние повстанцы. Подавив к полудню 7 сентября основные очаги сопротивления, войска не решились углубиться в исторический центр города, представлявший собой лабиринт узких улиц, и после окончания штурма ещё несколько часов продолжали интенсивный обстрел этих районов.
После взятия города началась беспощадная расправа над уцелевшим населением. Массы жителей бежали в горы и к морю, где стояли английская и французская эскадры. Те, кто не успел убежать, стали жертвами карателей, уничтоживших даже городскую больницу вместе с пациентами. Зверства неаполитанцев были настолько возмутительны, что даже английский адмирал Паркер выразил неудовольствие. Особенно свирепствовали помогавшие войскам неаполитанские уголовники (лаццарони и каморристы). В результате пятидневной бомбардировки и штурма Мессины две трети города были полностью разрушены. За беспощадную расправу над «Жемчужиной Сицилии» подданные дали Фердинанду II прозвище «Король-бомба».

## Перемирие

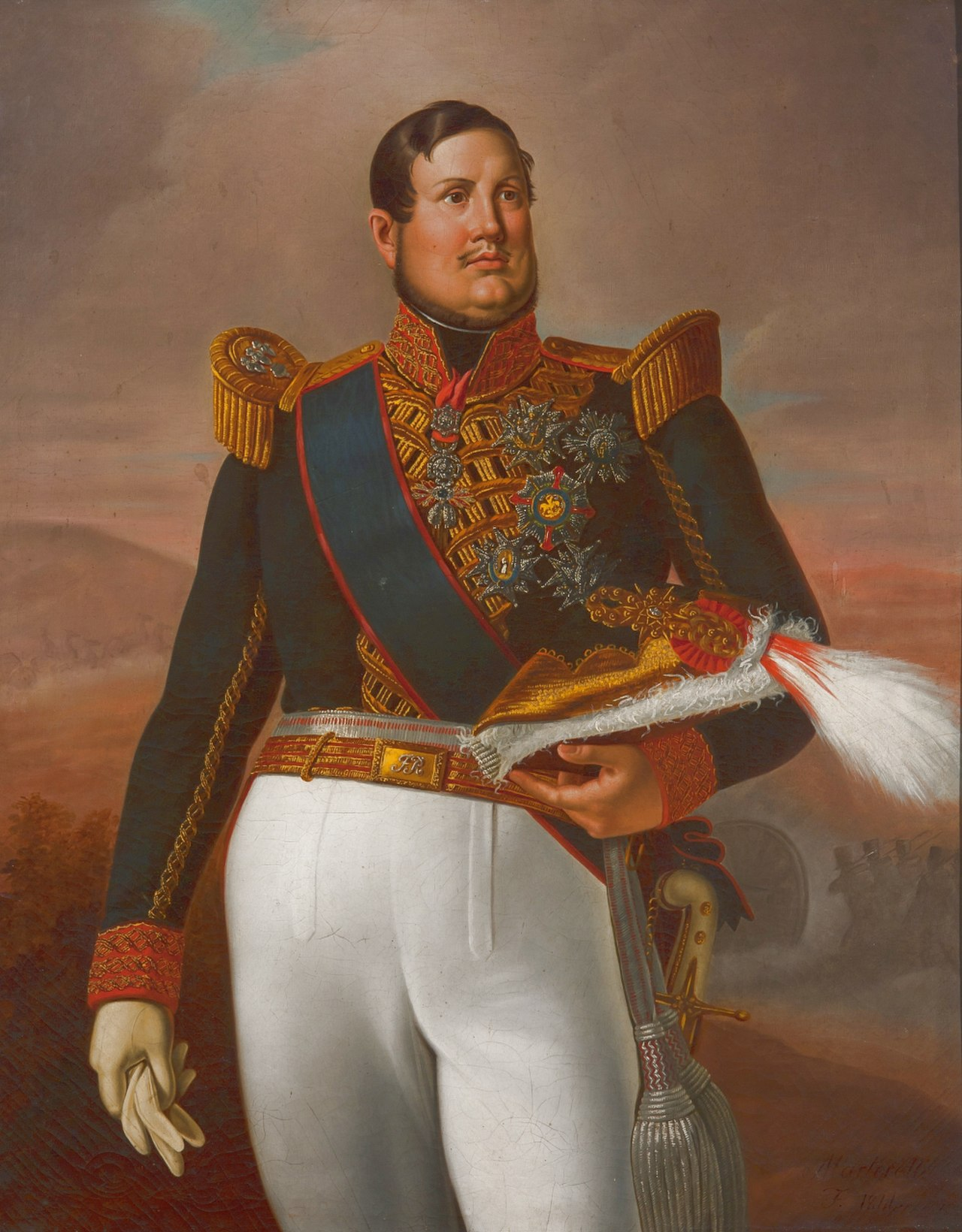
«Король-бомба» Фердинанд II

8 октября при посредничестве английских и французских командиров Фердинанд согласился на перемирие. В письме одному из своих друзей и покровителей, российскому императору Николаю I, «Король-бомба» жаловался на то, что вмешательство Англии и Франции сорвало «моральный эффект экспедиции», и просил о поддержке. В ответном послании 8 ноября Николай сообщал, что Россия предпримет дипломатические акции в Лондоне и Париже.
Сицилийское правительство пыталось использовать перемирие для проведения реформ, так как на острове в течение всего 1848 года не прекращались аграрные волнения. Кордова предложил палате представителей радикальные меры: продажу государственных имуществ (включая земли, переданные церкви в бессрочную аренду в 1838), введение принудительного налога на имущие классы, заимообразное изъятие фондов двух крупнейших банков Палермо, и заем в 1,5 млн унций золота во Франции. Часть предложений, вместе с отменой ненавистного налога на помол, удалось провести через парламент, преодолев упорное сопротивление верхней палаты, но справиться с финансовым кризисом не удалось, так как французский банк отказал в займе. Кордова потребовал чрезвычайных полномочий, а когда парламент отказался их предоставить, подал в отставку. В феврале 1849 было сформировано новое правительство во главе с князем ди Скордиа и Бутера.
28 февраля Фердинанд II предъявил сицилийцам ультиматум. Он соглашался восстановить некоторые положения конституции 1812 года, но требовал разоружения мятежников и права ввести неаполитанские войска в основные города. Управление островом должно было перейти к бурбонскому вице-королю. Сицилийцы надеялись на вмешательство Англии и Франции, обещавших свою поддержку, но Луи Наполеон Бонапарт, опасавшийся, что Сицилия перейдет под контроль англичан, предпочел оставить её Бурбонам, Англия же боялась обострять отношения с Францией и Австрией, требовавшей беспощадного подавления революции, и также оставила остров без поддержки.
На Сицилии требования короля вызвали всеобщее возмущение, и 23 марта правительство отвергло ультиматум. Министр иностранных дел по этому поводу заявил: «Наш ответ един, его дала вся Сицилия: пусть будет война!»
Началась лихорадочная подготовка к войне, добровольцы в большом числе записывались в армию, а вокруг городов возводились укрепления. Тем не менее, больших успехов добиться не удалось, так как на Сицилии не хватало оружия, а попытки закупить его за границей и нанять опытных офицеров провалились из-за противодействия французов и недостатка средств.

## Подавление революции
29 марта 1849, через шесть дней после поражения сардинской армии в битве при Новаре, Фердинанд II нарушил перемирие. Оставив в Мессине 4-тыс. гарнизон, он двинул в наступление 16-тыс. корпус при поддержке флота. Сицилийское правительство располагало 8 тыс. плохо вооруженных солдат и слабой артиллерией. Недостаток регулярных войск могла бы компенсировать организованная партизанская война, способная надолго задержать продвижение противника. Сицилийские крестьяне, известные своей свирепостью, были к ней готовы, но правительство, состоявшее из крупных землевладельцев, опасалось прибегать к такой мере.
Серьезной ошибкой было упразднение единого командования, и образование двух отдельных фронтов. Фронтом Мессина — Катания — Сиракузы командовал польский авантюрист генерал Людвик Мерославский, которого предпочли рекомендованному Гарибальди генералу Антонини. Поляк поставил целью отвоевание Мессины, и для этого усиленно тренировал войска, недостаточные для наступательных операций, вместо того, чтобы подготовиться к обороне.
30 марта при поддержке флота неаполитанские войска начали наступление вдоль восточного побережья. 2 апреля после сильной морской бомбардировки форта Сан-Алессио была взята Таормина. Мерославский спешно стянул войска в Катанию. После нескольких дней ожесточенных уличных боев, неаполитанцы 7 апреля взяли город, где устроили трехдневный кровавый погром.
Потрясенные расправой в Катании, Сиракузы сдались без боя. После этого Филанджери выступил на Палермо. Сицилийское правительство стянуло войска к Кастроджованни, намереваясь дать там сражение, но Фердинанд через французского адмирала повторил свой ультиматум, и в руководстве Сицилии взяли верх сторонники капитуляции. 14 апреля парламент принял условия короля, и войска были отозваны из Кастроджованни. Правительство подало в отставку, парламент объявил каникулы до августа, и Руджеро Сеттимо с 200 главными деятелями революции покинул остров. 5 мая передовые части неаполитанцев вступили в Багерию. Муниципалитет Палермо начал переговоры о капитуляции. В оставшемся без власти городе начались волнения, и его заняли вооруженные люди, спустившиеся с окрестных гор. Вошедший в гавань неаполитанский корабль был встречен огнём береговых батарей, после чего на подступах к Палермо два дня шли беспорядочные бои. К 11 мая сопротивление повстанцев было сломлено, и 15 мая, после объявления амнистии, Филанджери занял столицу Сицилии. Он получил титул герцога Таормины и стал губернатором острова.